# 杜野亜希
杜野 亜希（もりの あき、2月18日 - ）は、日本の漫画家。広島県広島市出身。広島大学医学部総合薬学科（現：薬学部薬学科）卒業。
『神林&キリカシリーズ』『Dの女』などミステリー物を得意野とする。他に歴史SF『碧のミレニアム』など。

## 略歴
- 1985年、『さくらさくら…』（吉村佳代子名義）が第116回HMC努力賞・トップ賞に入賞[2]。
- 1987年、『マドンナ・コンプレックス』（吉村佳代子名義）がHMC第9回ビッグチャレンジ賞佳作に入賞[2]。
- 1987年、『ニセアカシアの魔法使い』（吉村佳代子名義）で漫画家デビュー[2]。
- 1989年、デビュー3作目『少女進化論』大学を卒業して上京し就職して描いた、初の二足のわらじ作品。
- 1992年、『神林&キリカシリーズ』第一作の「ヒロインを探せ」の執筆中に、3年間勤めた会社を退職し漫画家として専念。
- 2013年、『屍活師 女王の法医学』がテレビドラマ化。

## 作品リスト
コミックタイトルは太字。連載物の背景は青。

※詳細なリストは公式サイトを参照してください。
|          | 作品名                            | 掲載誌                                 | 収録                                 | 注記                                           |
| -------- | --------------------------------- | -------------------------------------- | ------------------------------------ | ---------------------------------------------- |
| 読切     | さくらさくら…                     | 花とゆめEPO1985年11月号                | 未収録                               | 吉村佳代子名義、第116回HMC努力賞・トップ賞     |
| 読切     | マドンナ・コンプレックス          | 花ゆめEPO1987年3月号                   | シネラリアは二度笑う                 | 吉村佳代子名義、HMC第9回ビッグチャレンジ賞佳作 |
| 読切     | ニセアカシアの魔法使い            | 花とゆめFresh増刊1987年10月1日号       | ゲームが終わるとき                   | 吉村佳代子名義、デビュー作                     |
| 読切     | はあと・Poisoner                  | 花ゆめEPO1988年1月号                   | もう一人のユダ                       |                                                |
| 読切     | 少女進化論                        | 花とゆめFresh増刊1989年7月1日号        | 天使からのラブレター                 |                                                |
| 読切     | 声なき歌姫                        | 別冊花とゆめ1989年秋の号               | 夢みるレプリカント                   |                                                |
| 読切     | アネモネ迷宮                      | 別冊花とゆめ1990年春の号               | マリアの刻印                         |                                                |
| 読切     | Remix                             | 花とゆめプラネット増刊1990年7月1日号   | 不機嫌なヒーロー                     |                                                |
| 読切     | 安芸の宮島殺人事件                | 別冊花とゆめ1990年夏の号               | 宵闇のアリア                         |                                                |
| 読切     | 光の中のDarkness                  | 別冊花とゆめ1990年秋の号               | 風花のウィスパー                     |                                                |
| 読切     | 天使と幽霊                        | 別冊花とゆめ1991年春の号               | ガラスの旋律                         |                                                |
| 読切     | 野ばら                            | 別冊花とゆめ1991年10月号               | 花盗人にキスを捧げて                 |                                                |
| 読切     | ずっと、夢を見てる。              | 別冊花とゆめ1991年12月号               | 黒のチェックメイト                   |                                                |
| 読切     | 鏡の国のアリス                    | 別冊花とゆめ1992年2月号                | 未収録                               |                                                |
| 連載     | 神林&キリカシリーズ               | 別冊花とゆめ1992年6月号 - 1999年9月号  | ―                                    |                                                |
| 読切     | LUNATIC VISION                    | 花とゆめプラネット増刊1992年9月1日号   | 未収録                               |                                                |
| 読切     | デジタルな関係                    | 花とゆめプラネット増刊1993年7月1日号   | 赤と緑のロンド                       |                                                |
| 読切     | 黄色い夢                          | 花とゆめプラネット増刊1993年9月1日号   | 未収録                               |                                                |
| 読切     | ラスト・チャイルド                | 花とゆめ1994年12号                     | プレゼントが届かない                 |                                                |
| 読切     | とらわれの歌姫                    | 花とゆめ1994年22号                     | 逆転のトリガー                       |                                                |
| 読切     | マスカレード－虚飾の都－          | 別冊花とゆめ1995年6月号                | 禁断のフォーカス                     |                                                |
| シリーズ | レディーX 鏡の中の私              | 別冊花とゆめ1998年7月号                | ―                                    | レディーXシリーズ                              |
| シリーズ | レディーX Aの葬列                 | 別冊花とゆめ1999年11月号               | レディーX 鏡の中の私                 | レディーXシリーズ                              |
| 連載     | 碧のミレニアム                    | 別冊花とゆめ2000年1月号 - 2002年3月号  | ―                                    |                                                |
| 読切     | BLIND☆ACCESS                      | ザ花とゆめ2000年6月1日号               | 碧のミレニアム6                      |                                                |
| 読切     | 1/2&1/2                           | 別冊花とゆめ2001年6月号                | Dの女3                               |                                                |
| 連載     | ひみつの花園                      | 別冊花とゆめ2002年5月号 - 2004年5月号  | ―                                    |                                                |
| 読切     | 探しものは何ですか                | Silky2002年10月号                      | Dの女1                               |                                                |
| 連載     | Dの女                             | Silky2002年12月号 - 2009年2月号        | ―                                    |                                                |
| 読切     | Sleeping Beast 〜眠れる森の野獣〜 | 別冊花とゆめ2003年9月号                | 未収録                               |                                                |
| 連載     | リバース!                         | 別冊花とゆめ2004年7月号 - 2005年1月号  | ―                                    |                                                |
| 連載     | うそつきヴォイス                  | 別冊花とゆめ2005年3月号 - 2006年5月号  | ―                                    |                                                |
| 読切     | ダブルフリル                      | 別冊花とゆめ2006年7月号                | 電子書籍版「ひみつの花園」4          |                                                |
| 連載     | 通りゃんせ                        | 別冊花とゆめ2006年12月号 - 2007年4月号 | 電子書籍版「通りゃんせ」             |                                                |
| 連載     | デパートの女神                    | Silky2009年4月号 - 2012年8月号         | ―                                    | 「Dの女」続編                                  |
| 連載     | 屍活師〜女王の法医学〜            | BE・LOVE2010年3号 - 2018年18号         | ―                                    |                                                |
| シリーズ | 幸福(?)の王子                     | Silky2010年12月号                      | 電子書籍版「プリンセスにくちづけを」 | デパートの女神シリーズ                         |
| 連載     | ニュースになりたいっ!             | Silky2011年2月号 - 2012年8月号         | ―                                    |                                                |
| 読切     | 死の舞踏                          | Silky2012年12月号                      | 未収録                               |                                                |
| シリーズ | Dの娘                             | Silky2013年4月号                       | 未収録                               | デパートの女神シリーズ                         |
| 連載     | H/P ホスピタルポリスの勤務日誌    | BE・LOVE2019年6月号 - 2021年6月号      | ―                                    |                                                |

### 書籍
- 神林&キリカシリーズ 白泉社〈花とゆめコミックス〉全22巻
  1. 『ヒロインを探せ』1993年8月発売、ISBN 4-592-12633-5
  2. 『ガラスの旋律』1994年1月発売、ISBN 4-592-12653-X
  3. 『不機嫌なヒーロー』1994年8月発売、ISBN 4-592-12675-0
  4. 『引き裂かれたサイレンス』1995年3月発売、ISBN 4-592-12693-9
  5. 『天使からのラブレター』1995年6月発売、ISBN 4-592-12700-5
  6. 『赤と緑のロンド』1996年1月発売、ISBN 4-592-12724-2
  7. 『花盗人にキスを捧げて』1996年4月発売、ISBN 4-592-11299-7
  8. 『眠り姫は目覚めない』1996年9月発売、ISBN 4-592-11605-4
  9. 『マリアの刻印』1997年2月発売、ISBN 4-592-12744-7
  10. 『宵闇のアリア』1997年4月発売、ISBN 4-592-12754-4
  11. 『プレゼントが届かない』1997年9月発売、ISBN 4-592-12760-9
  12. 『もう一人のユダ』1997年11月発売、ISBN 4-592-12767-6
  13. 『風花のウィスパー』1998年3月発売、ISBN 4-592-12874-5
  14. 『シネラリアは二度笑う』1998年6月発売、ISBN 4-592-12883-4
  15. 『ゲームが終わるとき』1998年9月発売、ISBN 4-592-17705-3
  16. 『禁断のフォーカス』1998年12月発売、ISBN 4-592-17713-4
  17. 『孤独なミス・ホームズ』1999年4月発売、ISBN 4-592-17721-5
  18. 『夢みるレプリカント』1999年6月発売、ISBN 4-592-17730-4
  19. 『黒のチェックメイト』1999年7月発売、ISBN 4-592-17734-7
  20. 『最後のバースデイ』1999年8月発売、ISBN 4-592-17737-1
  21. 『逆転のトリガー』1999年9月発売、ISBN 4-592-17741-X
  22. 『いま幕が降ろされる』1999年10月発売、ISBN 4-592-17742-8

- 『レディーX　鏡の中の私－探偵レディーXシリーズ1－』〈花とゆめコミックス〉2000年1月発売、ISBN 4-592-17753-3 - 『神林&キリカシリーズ』の登場人物・神林俊彦の小説を杜野が漫画化したという設定の作中作。電子書籍版のシリーズ名は『神林&キリカシリーズ番外編』となっている。

- 『碧のミレニアム』〈花とゆめコミックス〉全6巻
  1. 2000年6月発売、ISBN 4-592-17691-X
  2. 2000年10月発売、ISBN 4-592-17692-8
  3. 2001年2月発売、ISBN 4-592-17693-6
  4. 2001年9月発売、ISBN 4-592-17694-4
  5. 2002年1月発売、ISBN 4-592-17695-2
  6. 2002年4月19日発売、ISBN 4-592-17696-0

- 『ひみつの花園』〈花とゆめコミックス〉既刊1巻 / 電子書籍版：全4巻[注釈 1]
  1. 2003年3月19日発売、ISBN 4-592-17289-2
  2. 2014年12月12日発売、※電子書籍のみ
  3. 2014年12月12日発売、※電子書籍のみ
  4. 2014年12月12日発売、※電子書籍のみ

- 『リバース!』〈白泉社レディースコミックス〉2005年5月2日発売、ISBN 4-592-15691-9
- 『うそつきヴォイス』〈白泉社レディースコミックス〉全2巻
  1. 2006年5月2日発売、ISBN 4-592-15692-7
  2. 2006年7月5日発売、ISBN 4-592-15693-5

- 『Dの女』〈白泉社レディースコミックス〉全10巻
  1. 2004年1月5日発売、ISBN 4-592-15681-1
  2. 2004年7月5日発売、ISBN 4-592-15682-X
  3. 2005年3月5日発売、ISBN 4-592-15683-8
  4. 2005年9月5日発売、ISBN 4-592-15684-6
  5. 2006年7月5日発売、ISBN 4-592-15685-4
  6. 2007年3月5日発売、ISBN 978-4-592-15686-4
  7. 2007年9月5日発売、ISBN 978-4-592-15687-1
  8. 2008年3月5日発売、ISBN 978-4-592-15688-8
  9. 2008年9月5日発売、ISBN 978-4-592-15689-5
  10. 2009年3月5日発売、ISBN 978-4-592-15724-3

- 『デパートの女神』、〈白泉社レディースコミックス〉全3巻 -『Dの女』続編
  1. 『デパートの女神』2009年9月4日発売、ISBN 978-4-592-15726-7
  2. 『行方不明のシンデレラ』2010年4月30日発売、ISBN 978-4-592-15726-7
  3. 『プリンセスにくちづけを』2010年11月5日発売、ISBN 978-4-592-15728-1

- 『屍活師 女王の法医学』講談社〈KC BE・LOVE〉全18巻
  - 項目を参照。

- 『ニュースになりたいっ!』〈白泉社レディースコミックス〉全3巻
  1. 2011年11月4日発売、ISBN 978-4-592-15761-8
  2. 2012年5月2日発売、ISBN 978-4-592-15762-5
  3. 2012年9月5日発売、ISBN 978-4-592-15763-2

- 『通りゃんせ』〈花とゆめコミックス〉2015年2月20日発売、※電子書籍のみ

- 『H/P ホスピタルポリスの勤務日誌』講談社〈KC BE・LOVE〉全5巻
  1. 2019年11月13日発売[4]、ISBN 978-4-06-517579-8
  2. 2020年4月13日発売[5]、ISBN 978-4-06-519119-4
  3. 2020年9月11日発売[6]、ISBN 978-4-06-520696-6
  4. 2021年2月12日発売[7]、ISBN 978-4-06-522250-8
  5. 2021年7月13日発売[8]、ISBN 978-4-06-523798-4

未収録作品
- 『さくらさくら…』花ゆめEPO1985年11月号
- 『鏡の国のアリス』別冊花とゆめ1992年2月号
- 『LUNATIC VISION』花とゆめプラネット増刊1992年9月1日号
- 『黄色い夢』花とゆめプラネット増刊1993年9月1日号
- 『Sleeping Beast 〜眠れる森の野獣〜』別冊花とゆめ2003年9月号
- 『死の舞踏』Silky2012年12月号
- 『Dの娘』Silky2013年4月号（デパートの女神シリーズ）